# 도쿄국제크루즈터미널역
도쿄국제크루즈터미널역(일본어: 東京国際クルーズターミナル駅、とうきょうこくさいクルーズターミナルえき)
(영어: Tokyo International Cruise Terminal Station)은 일본 도쿄도 고토구 아오미에 있는 유리카모메 도쿄 임해 신교통 임해선의 철도역이다. 개통 당시에는 후네노 카가쿠칸 역(船の科学館駅, 배의 과학관)이었으나, 2019년 3월 16일에 현재의 명칭으로 변경되었다.

## 승강장
| 1 | ■ 유리카모메 | 아리아케·도요스 방면 |
| 2 | ■ 유리카모메 | 다이바·신바시 방면   |

## 역세권 정보
- 배의 과학관
- 일본 과학 미래관
- 도쿄 만 경찰서
- 도쿄 국제 교류관
- 도쿄 임해 부도심
- 도쿄 만
  - 도쿄국제크루즈터미널 - 2020년 개업 예정

## 역사
- 1995년 11월 1일: 역 명칭 후네노 카가쿠칸 역(船の科学館駅)으로 영업 개시.
- 2019년 3월 16일: 역 명칭을 도쿄국제크루즈터미널역(東京国際クルーズターミナル駅)으로 변경.[1]

## 인접역
| 유리카모메 도쿄 임해 신교통 임해선 | 유리카모메 도쿄 임해 신교통 임해선 | 유리카모메 도쿄 임해 신교통 임해선 |
| ---------------------------------- | ---------------------------------- | ---------------------------------- |
| U-07 다이바 신바시 방면            | 유리카모메                         | 텔레컴 센터 U-09 도요스 방면       |

1. ↑  “船の科学館駅及び国際展示場正門駅の駅名改称日が決まりました！” (PDF). 株式会社ゆりかもめ. 2019년 1월 15일. 2019년 1월 15일에 원본 문서 (PDF)에서 보존된 문서. 2019년 1월 15일에 확인함.